# Felső-kiskunsági turjánvidék
Felső-kiskunsági turjánvidék este o arie protejată (arie specială de conservare — SAC, sit de importanță comunitară — SCI) din Ungaria întinsă pe o suprafață de 14.436,47 ha, integral pe uscat.

## Localizare
Centrul sitului Felső-kiskunsági turjánvidék este situat la coordonatele 46°59′34″N 19°18′38″E / 46.992778°N 19.310556°E.

## Înființare
Situl Felső-kiskunsági turjánvidék a fost declarat sit de importanță comunitară în mai 2004 pentru a proteja 4 specii de plante și 24 de specii de animale. Situl a fost protejat și ca arie specială de conservare în februarie 2010.

## Biodiversitate
Situată în ecoregiunea panonică, aria protejată conține 11 habitate naturale: Păduri mixte riverane de Quercus robur, Ulmus laevis și Ulmus minor, Fraxinus excelsior sau Fraxinus angustifolia, de-a lungul marilor râuri (Ulmenion minoris), Lacuri și iazuri distrofice naturale, Păduri stepice euro-siberiene cu Quercus spp., Mlaștini alcaline, Mlaștini calcaroase cu Cladium mariscus și specii de Caricion davallianae, Pajiști cu Molinia pe soluri calcaroase, turboase sau argilos-nămoloase (Molinion caeruleae), Pajiști aluvionare inundabile, de Cnidion dubii, Păduri aluvionare cu Alnus glutinosa și Fraxinus excelsior (Alno-Padion, Alnion incanae, Salicion albae), Stepe panonice nisipoase, Tufărișuri subcontinentale peripanonice, Tufărișuri panonice ale dunelor de nisip continentale (Junipero-Populetum albae).
La baza desemnării sitului se află mai multe specii protejate:
- plante (4): Cirsium brachycephalum, Colchicum arenarium, Gladiolus palustris, Iris humilis subsp. arenaria
- amfibieni (2): buhai de baltă cu burta roșie (Bombina bombina), triton cu creastă dobrogean (Triturus dobrogicus)
- mamifere (6): liliac cârn (Barbastella barbastellus), vidră de râu (Lutra lutra), dihor de stepă (Mustela eversmanii), liliac cu urechi de șoarece (Myotis blythii), liliac comun (Myotis myotis), popândău (Spermophilus citellus)
- nevertebrate (11): Anisus vorticulus, Bolbelasmus unicornis, Carabus hungaricus, Chondrosoma fiduciarium, Coenonympha oedippus, Cucujus cinnaberinus, Isophya costata, fluturele purpuriu (Lycaena dispar), Maculinea teleius, Vertigo angustior, Vertigo moulinsiana
- pești (3): țipar (Misgurnus fossilis), boarță (Rhodeus sericeus amarus), țigănuș (Umbra krameri)
- reptile (2): țestoasa de baltă (Emys orbicularis), Vipera ursinii rakosiensis

Pe lângă speciile protejate, pe teritoriul sitului au mai fost identificate 78 de specii de plante, 9 specii de amfibieni, 10 specii de mamifere, 90 de specii de nevertebrate, 2 specii de pești, 7 specii de reptile.